# 日本のこころ (政党)
日本のこころ（にっぽんのこころ、英語: The Party for Japanese Kokoro）は、かつて存在した日本の政党。総務省届出略称は日本、報道などでは「こころ」「日ころ」「日こ」を用いる場合が多い。
日本維新の会が2014年（平成26年）6月22日に分党を決定、7月31日に解党したことを受け、当時同党の共同代表を務めていた石原慎太郎支持派のグループ（石原グループ）によって8月1日、次世代の党（じせだいのとう、英語: The Party for Future Generations、略称は「次世代」、1字表記の際は「次」と表記）として結党された。
2015年（平成27年）12月21日、日本のこころを大切にする党（にっぽんのこころをたいせつにするとう）に党名を変更。2017年（平成29年）2月7日、党名を日本のこころに変更、同年10月の第48回衆議院議員総選挙で政党要件を失った。2018年（平成30年）11月1日に自由民主党へ合流し、解散した。
2010年（平成22年）4月に結党されたたちあがれ日本の系譜にあり、党自身もたちあがれ日本との連続性を標榜していた。

## 党史

### 前史

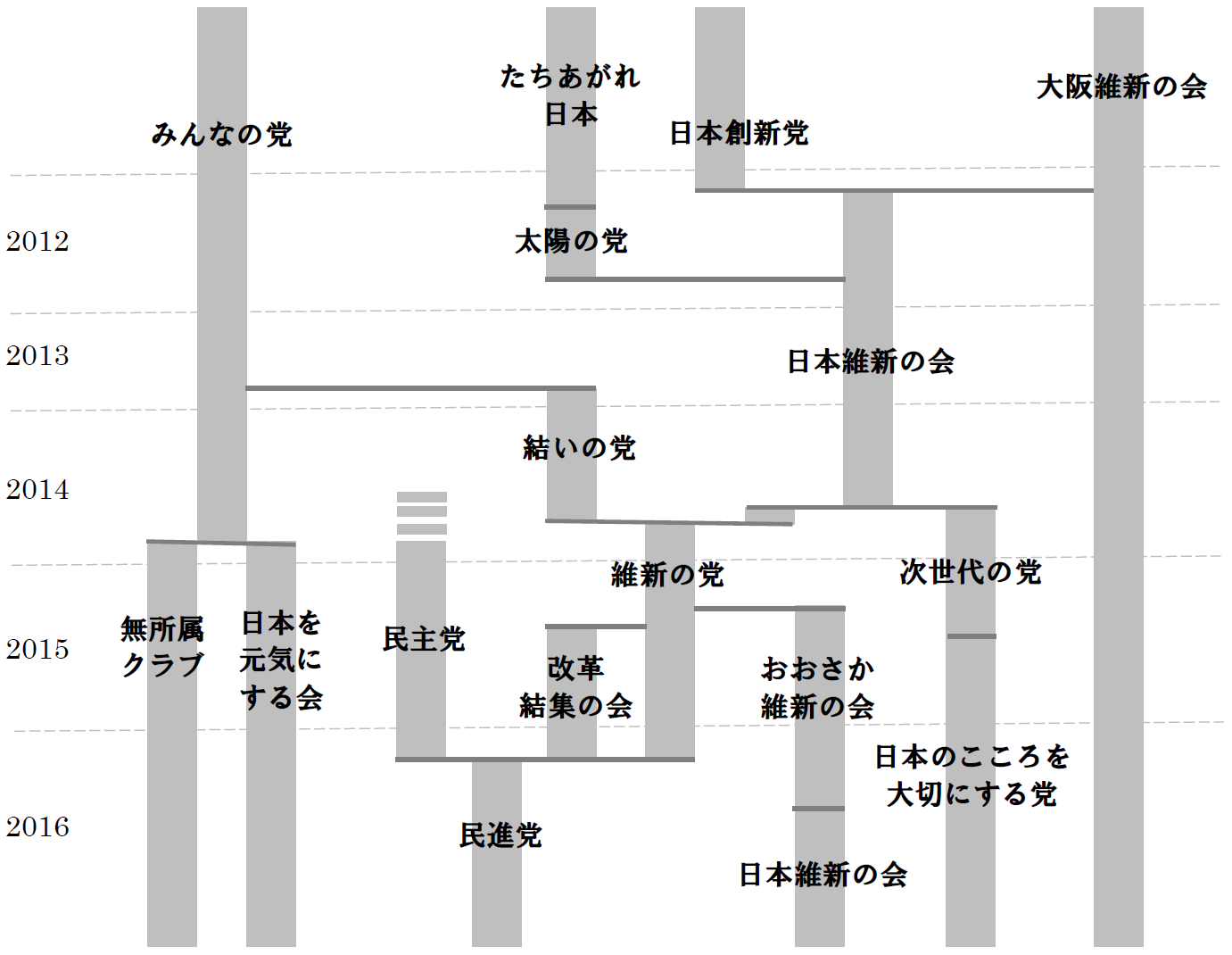
2010年代の第三極の離合集散

2012年に結成された日本維新の会は、大阪を地盤とする地方政党から全国政党へ拡大するために、創設者の橋下徹が知名度の高い石原慎太郎を代表に招聘し、共同代表制をしいた。当初橋下と石原の個人的関係は良好だったものの、その後、党の方向性を巡って地方行政改革を目指す橋下系の議員と保守的な政策実現を標榜する石原系の議員との間で激しい対立が発生する。選挙特番でも大阪の橋下、東京の石原と二回にわたって代表インタビューが放送されるなどした。2014年（平成26年）、結いの党との合併を巡ってさらに対立は深まり、5月28日に石原と橋下との間で、分党することが決まる。
6月5日、山田宏を座長として新党準備会を設立した。12日には、暫定的な役員人事として、平沼赳夫が暫定代表、山田が暫定幹事長、桜内文城が暫定政調会長に就任した。
6月24日・25日、参加議員や一般から募った約600の党名案から絞り込んだ84案に対し、参加議員が3案ずつ選ぶ投票を実施した。この結果、上位5案の「次世代の党」「自由立憲党」「新党富士」「日本改新党」「黎明(れいめい)日本」（五十音順）が最終候補となる。この際、石原は「ヤマト」や「黎明」を支持したが、「ヤマト」は映画のタイトルにあるため使用できず、「黎明日本」は他の団体にすでに使用されているなどとして候補から外れた。26日、平沼、山田、石原ら7議員による党名選定委員会が残った3案から選定し、全会一致にて、「次世代の党」に決定した。同日、衆議院第1議員会館での記者会見で党名を発表。

### 次世代の党の結成
7月9日、橋下系の議員が結いの党との合同会派「日本維新の会・結いの党」を、石原系の議員が会派「次世代の党」をそれぞれ届け出、維新は分党に先立ち会派として分立した。これ以降、8月1日の政党届出までの間、国会活動に関する報道では「会派『次世代の党』」、「院内会派『次世代の党』」などの呼称が用いられた。
7月9日・10日の2日間、合宿形式で都内で行われた議員研修会で今後の体制について協議し、平沼を暫定党首とした。党首は国会議員票と地方議員・党員の票を半分ずつ配分した選挙で決め、任期は2年。また綱領に「自主憲法制定」を明記することを確認した。なお、党名の英文表記を"The Party for Future Generations"、英文略称を"PFG"とする。
7月14日、予算委員会で山田、桜内が会派として初の質問に立った。
7月24日の全体会議で党の綱領と政策を決定し、集団的自衛権の行使要件を明確化する「安全保障基本法」の整備や、世代間格差を是正するための医療費自己負担割合の一律化などを掲げた。党首については、分党を決定する以前の日本維新の会で橋下への不満が高まったことから、綱領で両院議員総会において所属国会議員の3分の2以上の賛成があれば党首をリコールできる規定を盛り込んだ。

### 平沼赳夫党首時代
7月31日、日本維新の会が大阪府選挙管理委員会を通じて正式に総務省に解党届を提出した。同日、次世代の党は両院議員総会を行い、平沼を正式に党首に選出した。翌8月1日、橋下系が日本維新の会（前日解散の旧党とは同名の別組織）、石原系が次世代の党をそれぞれ政党として総務省に提出、これにより政党助成法上の政党の分割の届け出が認められ、従来の日本維新の会に交付される予定であった政党交付金の残金は所属議員数に応じて維新・次世代の両党に分配された。同日、両院議員総会で役員人事を決定し、石原は最高顧問に就いた。
9月16日、都内で結党大会を開いた。
12月14日実施の第47回衆議院議員総選挙を控え、11月22日に政策集を発表。争点とされるアベノミクスについて「基本的方向性は是とするが、軌道修正が必要」という評価を行った。消費税については、現時点の増税には反対するとともに、中長期的な増税は選択の余地のない課題だとした。また、幹事長の山田と最高顧問の石原の間で比例東京ブロックの名簿順位に関する取引が行われた結果、石原は「若い議員の議席獲得のため」という名目で名簿最下位で立候補する運びとなった。さらに、元航空幕僚長の田母神俊雄を東京12区に擁立するなど積極的に比例票の掘り起こしを図り選挙戦に臨んだ。
しかし、結果は党首の平沼と園田博之が選挙区で当選したのみに留まり、幹事長の山田を含めた他の候補者全員が比例復活もならず落選する惨敗に終わった。これにより衆議院の議席数は改選前の19から2にまで激減した。比例東京ブロック名簿最下位で出馬し落選した石原は、そのまま政界を引退することとなった。党はこの結果を受けて、改選前より大幅に議席を減らしたことを支持者に謝罪した上で、党の再建・再生を誓うコメントを発表している。
2015年（平成27年）4月の第18回統一地方選挙でも党勢を拡大できなかった。前半戦では、41の道府県議会選挙に計6人を擁立したが全員落選、17の政令指定都市議会議員選挙でも当選1名に留まった。党はこの前半戦の結果を受けて「大変厳しい状況だと受け止めている」という談話を発表している。後半戦では689の市区町村議会に計33名を擁立し、改選前議席を維持する8名が当選した。前回の第17回統一地方選挙でたちあがれ日本から当選を果たした議員は今回も全員が当選を果たしている。5月1日付で法規上存続していた太陽の党を吸収合併した。

### 中山恭子代表時代
8月28日、平沼の後任を決める党首選を告示し、中山恭子が無投票当選した（任期は10月1日から）。松沢成文も当初立候補する意向だったが、「中山が自民党との連携を最重視している」として路線対立を理由に離党した。松沢の後任幹事長は和田政宗政調会長が兼務した。国政政党の女性党首は、2013年に辞任した福島瑞穂・社民党党首以来である。なお、平沼時代は肩書きが「党首」だったが、中山の就任後は「代表」となる。
9月25日、自民党への復党を目指し平沼と園田が離党した。中山が代表に就任する10月1日までは、和田が幹事長と党首代行を兼務。11月16日、幹事長が和田から中野正志へ交代した。
12月21日、党名を「日本のこころを大切にする党」に変更したが、、この党名変更に強く反発した江口克彦が離党した。政党要件の一つである「所属国会議員が5人以上」を失ったが、直近の国政選挙（第47回衆議院議員総選挙）で比例代表での全国得票率が2%以上であるため、次回総選挙までは引き続き政党として存続できる。2016年（平成28年）3月12日、党名変更後としては初の党大会を東京都内で開催した。党大会後の懇親会には、菅義偉内閣官房長官（自民党）も出席した。
4月13日、浜田和幸が「一身上の都合」を理由に離党、25日におおさか維新の会に入党した。
4月24日実施の衆院補選では、京都3区には自公連立政権が公認候補者を擁立しなかったことを受け、派遣社員の小野由紀子を公認候補として擁立したが、民進党公認の現職・泉健太に大差で敗れ落選した。北海道5区では自民党の公認候補・和田義明を公明党とともに支援し、無所属の野党統一候補に辛勝した。
7月10日実施の第24回参議院議員通常選挙において、比例代表に5人、選挙区では北海道・埼玉・千葉・東京・神奈川・愛知・大阪・兵庫・広島・福岡に候補者を擁立したが、当選には遠く及ばず全員が落選。中山は惨敗の責任を取る形で、12日に辞表を提出したがのちに慰留を受けて撤回。
7月31日実施の東京都知事選挙では自公与党と増田寛也を共同推薦したが、党議拘束をかけなかったため、多くの党員は自民党を割って出馬した小池百合子を支援した。結果、小池が増田らに100万票以上の差をつけて圧勝した。
8月31日、党名を短縮し「日本のこころ」へと変更することを発表。理由としては、参院選においての敗因の一つに、党名が長すぎたことが挙げられたとし「（有権者は）名前が覚えにくく、認知度が低かった。認知度を高める手段を講じたい」と説明した。9月21日に参議院の会派名を、翌年2月7日の議員総会で党名をそれぞれ変更した。
11月18日、和田が「党勢拡大が出来なかったので区切りをつける」「今後は一議員として安倍政権を支えたい」と離党。将来的な自民党入りを目指し、自民党会派入りした。
2017年（平成29年）1月16日、第193回国会より、参議院において自民党との統一会派「自由民主党・こころ」を結成。1月11日、中野は記者会見で党の与党化を宣言し、閣外協力政党となった。
4月27日、党による自主憲法草案を発表。
7月2日実施の東京都議会議員選挙には自民党の公認候補者60人全員に推薦を出したが、当選者は過去最低の23人に留まった。
9月13日、代表選挙を告示したが、現職の中山以外の立候補者がいなかったため、中山の無投票再選が決まった。
9月25日、中山代表が希望の党へ参加するため、代表を辞任し離党（落選中のため、非議員であった夫の中山成彬も同時に離党し希望の党に参加）した。この結果、同党の所属国会議員は中野のみとなり、中野が代表代行に就任した。また、これに前後して党所属支部長や党員の一部が希望の党や自民党に移籍するなど離反が相次いだ。

### 中野正志代表時代
10月22日実施の第48回衆議院議員総選挙を控え、9月30日に公約を発表。自主憲法の制定や、地上配備型の迎撃ミサイルシステムの導入による防衛力の強化などに取り組むことを打ち出した。同日、支部長らによる会合を開き、離党した中山前代表の後任の代表に、中野代表代行を充てることを決めた。10月10日の公示時点で、党公認候補者は比例東北ブロック及び東京ブロックに計2人を擁立するに留まり、また前述の通り前支部長らが他党に移籍したため九州ブロックでは希望の党への、中国ブロックでは自民党への支持を呼びかける対応を取った。投開票の結果、擁立した2人は落選し、得票率も2%に達しなかったため公職選挙法、政治資金規正法、政党助成法、政党法人格付与法のいずれでも政党要件を喪失することが決まった。所属議員が中野のみとなっていることに加え、政党助成法上の政党要件を失い政党交付金の交付対象からも外れたため、党の存続が厳しい状況となったが、中野は「政治団体として活動を続けていく」「参議院ではこれまで通り、自民党と統一会派を組んでいく」と述べた。
2018年10月16日、自民党の役員連絡会で、日本のこころが自民党への合流を希望していることが明らかになり、調整を進める方向で提案された。合流に先立ち、10月22日には会派名を「自由民主党・こころ」から「自由民主党・国民の声」に変更し、会派から「こころ」の名称が消滅した。10月23日、日本のこころが代表談話の形で合流を正式に発表。同日の自民党役員会で合流方針が承認され、11月1日付で自民党に合流することが発表された。
10月31日に政治団体解散届を宮城県選挙管理委員会に提出して受理され、11月1日に自民党と合流した。中野は「今後は、新たな3年の任期を得た安倍政権を内側からしっかりと支え、言うべきことは言うという姿勢は変えずに、2600年余続く伝統ある日本の国家観を共有する同志たちと結集して政策実現へつなげたい」という代表として最後の談話を発表した。
2019年3月28日、総務省から政党交付金の未使用分である約2400万円の返金命令が出された。

## 政策
綱領
- 日本が長い歴史の中で育んできた風俗、習慣、文化に息づく日本のこころを大切にし、家族を基底においた明るく温かな社会を実現する
- 経済力、外交力、国防力を高め、文化の力によって世界の平和に貢献し、世界から信頼される国を創る
- 真の保守政党として、日本の独立と繁栄を守り、国民の手による自主憲法を制定し、豊かで誇りある日本を築いていく

基本政策
1. 長い歴史と伝統を持つ日本の国柄と日本人のこころを大切にした、日本人の手による自主憲法の制定
2. 家族を基底においた温かな社会を創り、国民ひとりひとりが夢を持ち、充実した日々を過ごせる国の実現
3. 人口が減少する中で、子育て世代を支援し、安心して子供を産み育てられる環境の整備
4. 正しい歴史観と道徳観を持ち、国際的に高水準の学力を持つ日本人を育てる教育
5. 経済の成長戦略を推進し、個人所得の向上を図り、豊かな社会を実現すること及び社会基盤（インフラ）の強化を徹底して推進
6. 医療制度、公的年金制度、介護制度等の改革を行い、生涯にわたり安心して暮らせる社会保障制度を構築
7. 外交力及び国防力の強化による確固たる安全保障の構築を目指す。また、北朝鮮による全ての拉致被害者の早期救出
8. 統治機構（立法、行政、国と地方）の抜本的改革
9. 日本各地で、国際文化交流の祭典を催し、日本が、世界の文化が輝き、溢れ、交流する場となることを目指す

旧綱領・旧政策骨子（党名変更前のもの）
- 国政も地方も参政権は国民固有の権利であることを明記、移民の国籍取得要件等の厳格化
- 自立、新保守、次世代の理念の下で自主憲法制定
- 正しい歴史観点、愛国心を育む教育
- 憲法に自衛権や家族尊重に関する規定を新設
- 集団的自衛権に関する憲法解釈の適正化と安全保障基本法の整備
- 直間比率の見直し、法人実効税率の大幅引き下げ
- 医療費自己負担割合の一律化
- 世界最先端の原子力技術を維持
- 公正と秩序を維持する規範・道徳教育

旧基本政策（党名変更前のもの）
1. 国民の手による新しい憲法（自主憲法）の制定
2. 自立した外交及び防衛力強化による安全保障体制の確立、集団的自衛権に関する憲法解釈の適正化、全ての拉致被害者の早期救出
3. 財政制度の発生主義・複式簿記化による「賢く強い国家経営」への転換
4. 世代間格差を是正する社会保障制度の抜本改革、徹底的な少子化対策
5. 既得権益の打破（規制改革）による成長戦略と「賢く強い政府」の実現
6. 安全かつ安定的なエネルギー政策（新エネルギーの開発・原子力技術の維持）、電源多様化による脱原発依存
7. 正しい国家観と歴史観を持つ「賢く強い日本人」を育てる教育
8. 地方の自立、「自治・分権」による日本型州制度の導入

地方共通政策（旧党名・旧綱領時代に行われた2015年統一地方選の公約）
1.やめること
1. 特定の団体に利益を誘導するような補助金・交付金・許認可・委託をやめます
2. 子育て主婦軽視につながる男女共同参画施策をやめます
3. 公務員・教職員の違法な政治活動をやめさせます
4. 外国人参政権に反対します

2.まもること
1. 子育て家庭を支えるため、三世代同居・近居を支援
2. 独自の文化を次世代へ、地域の伝統行事を継承
3. 地域の安全を高めるため、消防団の手当てを倍増
4. 世界で通用する日本人へ、近現代史を正しく教育

3.ととのえること
1. より便利に、公共施設の維持管理計画を策定
2. 税、保険料等の納付窓口の一元化を推進
3. 生活保護を日本人に限定し、現物支給化
4. 二重行政を解消し、行政の無駄をカット

4.すすめること
1. 3人目以降の出産に100万円相当の支援
2. 小中学校の学区制を廃止し、私立高校を無償化
3. 障害児・障害者の相談窓口を一本化
4. 子育て支援・高齢者福祉を世帯向けにサービス利用券

2014年衆院選の公約で発表した次世代ミクス
アベノミクスの基本的方向性は是とするがGDP成長率2四半期連続マイナスの現状に鑑み軌道修正が必要である。
一本目の矢の軌道修正
1. 金融政策への過度の依存を是正する
2. 消費税増税を前提とした追加的金融緩和は一旦白紙撤回し過度の円安を是正する
3. 為替安定のため、基軸通貨へのターゲットゾーン制の採用を含む資本規制を導入する

二本目の矢の軌道修正
1. 消費税増税を延期する
2. 未来を創る大規模投資の財源として米・連邦準備制度理事会(FRB)の政策手法(QE)を応用し、政府保証を付した200兆円規模の基金を日銀に設置する。例：メガフロートの洋上風力発電等による水素エネルギー供給システムの構築、日本海におけるメタンハイドレートの開発、労働不足を解消するためのロボット技術の開発と大規模生産、高速道路の全国ネットワークの早期完成、青森から本州・四国を経由して鹿児島まで続くリニアネットワークの整備、羽田と成田のリニア接続・一体化によるアジアの国際ハブ空港化、上下水道・ガス等の地下共同溝の整備

三本目の矢の軌道修正
1. 新規参入規制を原則撤廃。参入後の行為規制に転換する。
2. 企業のための融資・投資を増やすとともに。個人保証を原則不要とする再チャレンジ可能な破産法制へ
3. 道州ブロック単位での規制改革、地域特性を活かした成長戦略の断行

## 役職

### 役員
| 代表・幹事長・政策調査会長・議員総会長・国会対策委員長・選挙対策委員長・党規委員長 | 中野正志 |

### 歴代代表一覧
| 次世代の党党首                 | 次世代の党党首 | 次世代の党党首 | 次世代の党党首                                                |
| 代                             | 党首           | 党首           | 在任期間                                                      |
| ------------------------------ | -------------- | -------------- | ------------------------------------------------------------- |
| 1                              |                | 平沼赳夫       | 2014年（平成26年）8月1日 - 2015年（平成27年）9月25日          |
| （代行）                       |                | 和田政宗       | 2015年（平成27年）9月25日 - 2015年（平成27年）10月1日         |
| 次世代の党代表                 |                |                |                                                               |
| 代                             | 代表           | 代表           | 在任期間                                                      |
| 2                              |                | 中山恭子       | 2015年（平成27年）10月1日 - 2015年（平成27年）12月21日        |
| 日本のこころを大切にする党代表 |                |                |                                                               |
| 代                             | 代表           | 代表           | 在任期間                                                      |
| 2                              |                | 中山恭子       | 2015年（平成27年）12月21日 - 2017年（平成29年）2月7日         |
| 日本のこころ代表               |                |                |                                                               |
| 代                             | 代表           | 代表           | 在任期間                                                      |
| 2                              |                | 中山恭子       | 2017年（平成29年）2月7日 - 2017年（平成29年）9月25日          |
| （代行）                       |                | 中野正志       | 2017年（平成29年）9月25日 - 2017年（平成29年）9月30日         |
| 3                              |                | 中野正志       | 2017年（平成29年）9月30日 - 2018年（平成30年）11月1日（解党） |

### 歴代の役員表
| 代表 （党首） | 幹事長   | 議員 総会長 | 総務会長 | 政策調査 会長 | 国会対策 委員長 | 選挙対策 委員長 | 最高顧問   | 顧問     | 顧問     | 就任年月       |
| ------------- | -------- | ----------- | -------- | ------------- | --------------- | --------------- | ---------- | -------- | -------- | -------------- |
| 平沼赳夫      | 山田宏   | 中山成彬    | 藤井孝男 | 桜内文城      | 中田宏          | 藤井孝男        | 石原慎太郎 | 園田博之 | 江口克彦 | 2014年8月1日   |
| 平沼赳夫      | 松沢成文 | 園田博之    | 江口克彦 | 和田政宗      | 中野正志        | 浜田和幸        | （空席）   | （空席） | （空席） | 2014年12月25日 |
| 平沼赳夫      | 松沢成文 | 江口克彦    | 江口克彦 | 和田政宗      | 中野正志        | 浜田和幸        | （空席）   | 藤井孝男 |          | 2015年1月      |
| 平沼赳夫      | 松沢成文 | 江口克彦    | 江口克彦 | 和田政宗      | 中野正志        | 浜田和幸        | （空席）   | 藤井孝男 | 園田博之 | 2015年5月      |
| 平沼赳夫      | 和田政宗 | 江口克彦    | 江口克彦 | 和田政宗      | 中野正志        | 浜田和幸        | （空席）   | 藤井孝男 | 園田博之 | 2015年8月28日  |
| 中山恭子      | 和田政宗 | 江口克彦    | 江口克彦 | 和田政宗      | 中野正志        | 中山恭子        | （空席）   | 江口克彦 | 江口克彦 | 2015年10月1日  |
| 中山恭子      | 中野正志 | 江口克彦    | 江口克彦 | 和田政宗      | 中野正志        | 中山恭子        | （空席）   | 江口克彦 | 江口克彦 | 2015年11月16日 |
| 中山恭子      | 中野正志 | 浜田和幸    | （廃止） | 和田政宗      | 中野正志        | 中野正志        | （空席）   | （空席） | （空席） | 2015年12月21日 |
| 中山恭子      | 中野正志 | （空席）    | （廃止） | 和田政宗      | 中野正志        | 中野正志        | （空席）   | （空席） | （空席） | 2016年4月13日  |
| 中山恭子      | 中野正志 | 中野正志    | （廃止） | 中山恭子      | 中野正志        | 中野正志        | （空席）   | （空席） | （空席） | 2016年9月      |
| 中野正志      | 中野正志 | 中野正志    | （廃止） | 中野正志      | 中野正志        | 中野正志        | （空席）   | （空席） | （空席） | 2017年9月30日  |

## 党勢

### 衆議院
| 選挙         | 当選/候補者 | 定数 | 得票数（得票率） | 得票数（得票率）   | 備考           |
| 選挙         | 当選/候補者 | 定数 | 選挙区           | 比例代表           | 備考           |
| ------------ | ----------- | ---- | ---------------- | ------------------ | -------------- |
| （結党時）   | 19/-        | 480  |                  |                    | 入党+1、離党-1 |
| 第47回総選挙 | 2/48        | 475  | 947,395（1.79%） | 1,414,919（2.65%） | 入党+1、離党-3 |
| 第48回総選挙 | 0/2         | 465  | -                | 85,552（0.15%）    |                |

### 参議院
| 選挙           | 当選/候補者 | 非改選 | 定数 | 得票数（得票率） | 得票数（得票率） | 備考           |
| 選挙           | 当選/候補者 | 非改選 | 定数 | 選挙区           | 比例代表         | 備考           |
| -------------- | ----------- | ------ | ---- | ---------------- | ---------------- | -------------- |
| （結党時）     | 3/-         | -      | 242  |                  |                  | 入党+4、離党-4 |
| 第24回通常選挙 | 0/15        | 3      | 242  | 535,516（0.95%） | 734,024（1.31%） | 離党-2         |

### 所属国会議員
2018年（平成30年）10月31日（自由民主党合流直前）時点で、所属国会議員数1名（衆議院議員0名、参議院議員1名）
| 2019年改選 | 中野正志 比例、参1衆3 |

### 地方政治
- 地方議員：5人[PR 27]
  - 市議会 
    - 深谷成信（新潟県新潟市）　解散後、自民系会派「翔政会」に参加
    - 柳毅一郎（千葉県浦安市）　解散後、自民系会派「自由民主党・無所属の会」に参加
    - 池田敦城（和歌山県有田市）　解散後、保守系会派「政糺クラブ」に参加
    - 沖田範彦（広島県呉市）　解散後、1人会派「日本のこころを大切に」結成

  - 町村議会 
    - 若園秀子（愛知県愛知郡東郷町）　解散後、日本維新の会に参加

### 離党した党員
- 国会議員（元・前含む）
  - 上野宏史 - 無所属[63]。第48回衆議院議員選挙に自由民主党から立候補し、当選。
  - アントニオ猪木 - 参議院議員。離党後、日本を元気にする会を結党[64][65][66]、後に離党し院内会派無所属クラブ、国民民主党・新緑風会に所属。2022年10月、死去。
  - 中田宏 - 無所属[67]。自由民主党に入党。
  - 西田譲 - 無所属。後に自由民主党に復党。
  - 松沢成文 - 参議院議員。離党時幹事長。無所属[68]。後に希望の党を経て日本維新の会に入党。
  - 山田宏 - 離党時前幹事長。自由民主党に復党[69]。
  - 平沼赳夫 - 衆議院議員。離党時党首。自由民主党に復党[70]。
  - 園田博之 - 衆議院議員。自由民主党に復党[70]。2018年11月、死去。
  - 藤井孝男 - 離党時顧問。自由民主党に復党[71][72]。
  - 西野弘一 - 無所属[PR 28]、後に大阪維新の会に入党。
  - 宮沢隆仁 - 無所属[PR 29]、後に希望の党に入党。
  - 江口克彦 - 参議院議員。離党時総務会長。おおさか維新の会に入党[73]。
  - 遠藤宣彦 - 無所属[PR 30]。後に希望の党に入党。
  - 浜田和幸 - 参議院議員。離党時議員総会長。おおさか維新の会に入党[74]、後に離党し無所属。
  - 田沼隆志 - 自由民主党に入党するが[75]、日本維新の会に復党。
  - 桜内文城 - 無所属。後に希望の党に入党。同党解党後は無所属のまま自由民主党二階派に入会。
  - 松田学 - 自由民主党に入党。その後自民党を離党し参政党結党メンバーとなる。第27回参議院議員通常選挙で当選。
  - 三宅博 - おおさか維新の会に入党。2017年4月、死去。
  - 和田政宗 - 参議院議員。自由民主党に入党[76]。第27回参議院議員通常選挙で落選。
  - 中山恭子 - 参議院議員。離党時代表。希望の党に入党[51]。
  - 中山成彬 - 元衆議院議員、希望の党に入党。
  - 杉田水脈 - 元衆議院議員。第48回衆議院議員選挙に自由民主党から立候補し、当選。
  - 中丸啓 - 元衆議院議員。無所属[PR 31]。
  - 今村洋史 - 元衆議院議員。自由民主党に入党。
- 支部長など（議員経験者を含まず）
  - 森田俊和 - 元埼玉県議。第48回衆議院議員選挙に希望の党から立候補し、当選。その後国民民主党に入党、その後、立憲民主党に参加。
  - 和田有一朗 - 元兵庫県議。第49回衆議院議員選挙に日本維新の会から立候補し、当選。